# Nikolaus Wehner

Nikolaus Wehner

Nikolaus Wehner (* 26. Februar 1901 in Kulmbach; † 19. Juli 1942 in Totschkowo, UdSSR) war ein deutscher Politiker (NSDAP).

## Biografie
Wehner besuchte von 1907 bis 1915 die Volksschule und arbeitete danach als Landarbeiter. Vom 5. Mai 1919 bis Ende 1920 gehörte er dem Mobilen Freikorps „Bamberg“ an und war außerdem Mitglied der Reichswehr-Minenwerferkompanie 46. Im Oktober 1922 trat er der NSDAP bei, für die er von 1929 bis 1933 dem ostpreußischen Provinziallandtag angehörte. Von 1932 bis 1933 war er außerdem Mitglied des Landtages von Preußen und am 12. November 1933 zog er für den Wahlkreis 1 in den nationalsozialistischen Reichstag ein.
Wehner war Kreisleiter der NSDAP im Kreis Preußisch Holland und ab 1932 Gaukommissar für den Bezirk Oberland in Ostpreußen. Vor 1936 war er außerdem Gauamtsleiter und Gauinspekteur der Gauleitung Ostpreußen. Er wurde im Zweiten Weltkrieg an der Ostfront eingesetzt, wo er im Juli 1942 in Totschkowo ums Leben kam. Für ihn rückte Otto Schmidtke in den Reichstag nach.